# 吉田宿

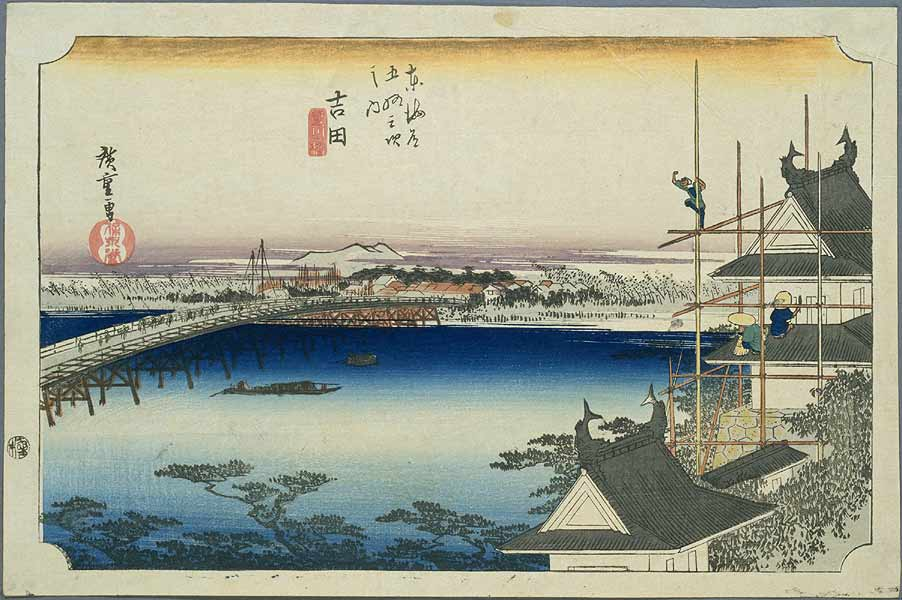
歌川広重『東海道五十三次・吉田』

吉田宿（よしだしゅく、よしだじゅく）は、江戸時代に設定された東海道五十三次の江戸側から数えて34番目の宿場である。現在の愛知県豊橋市中心部に相当する。

## 概要

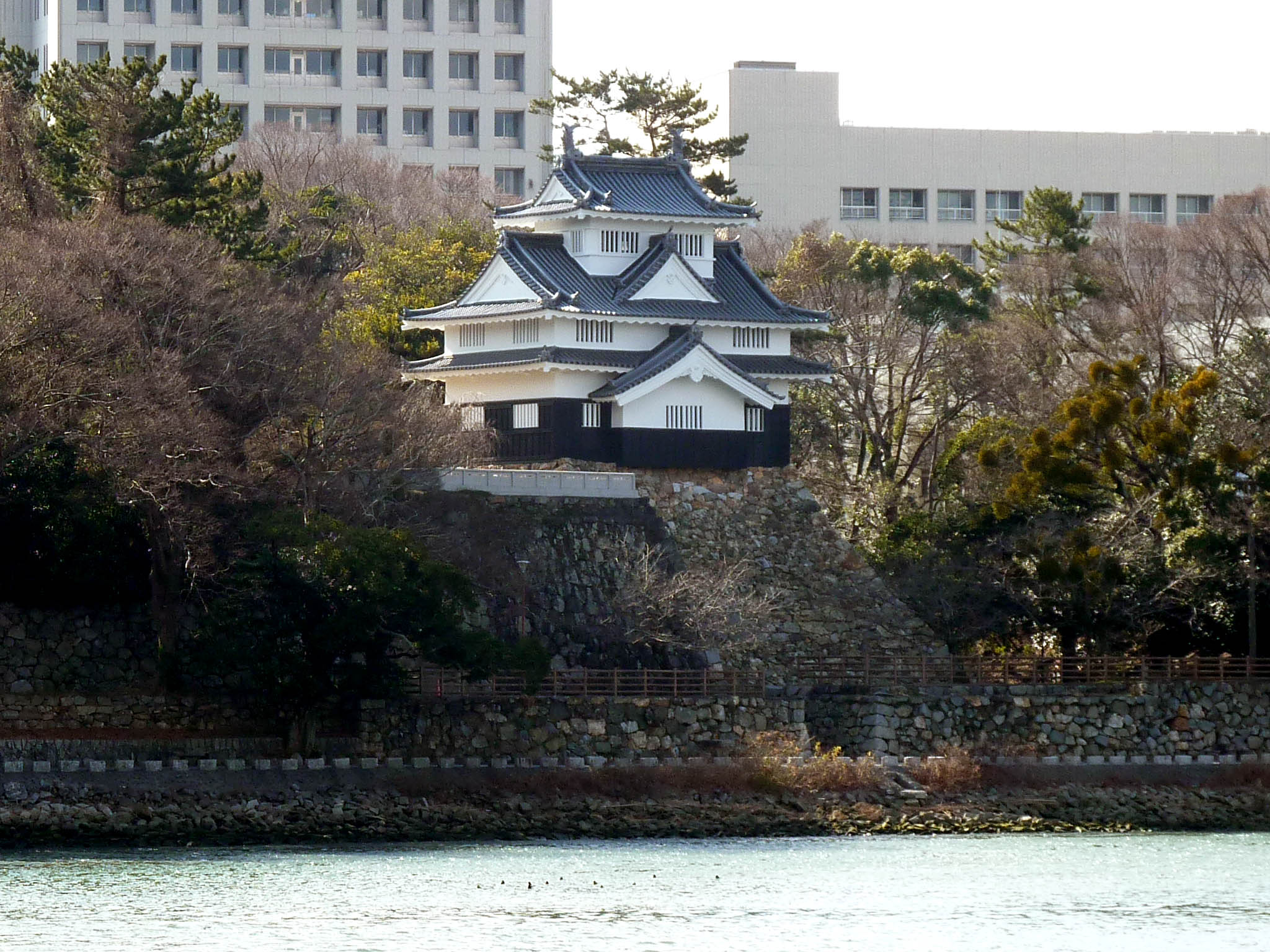
豊川対岸から望む吉田城

慶長6年（1601年）の伝馬朱印状があり、東海道が設定された当初からの宿場であった。江戸の日本橋より西方73里（約287km）に位置し、東の二川宿とは1里20町（約6.1km）、西の御油宿とは2里20町（約10.5km）離れており、町並は23町30間（約2.6km）の長さがあった。征夷大将軍の徳川将軍家の老中・大坂城代・京都所司代格の大名の吉田藩の所領であり、吉田城城下町と湊町（吉田湊、船町）を合わせた宿場町であった。表町12町と裏町12町の計24町で宿を構成されており、本陣が2軒、脇本陣が1軒、旅籠は65軒あった（1802年）。戸数は約1,000軒で人口は5,000から7,000人ほどであった。本陣のあった札木町（豊橋市札木町）は吉田城大手門のそばにあり、また人馬継立の問屋場もあった（現在のNTT西日本三河支店のあたり）ため、中心として賑わった（最寄りの交通機関は豊橋鉄道東田本線 札木停留場）。
街道は東から吉田城東惣門（豊橋市立八町小学校の南東あたり）の南を通過、吉田城の総堀に沿って続き、吉田城西惣門西側を北上し征夷大将軍の直轄の天下橋である吉田大橋（現在の豊橋（とよばし））（橋の南は渥美郡）で豊川を渡り下地（しもじ、当時は宝飯郡）とつながっていた。軍事上の観点から曲がり角が多く作られ、曲尺手町（豊橋市曲尺手町）として名前にも残っている。吉田城内にあった牛頭天王祠（吉田神社）で開かれる天王祭（6/15）の前夜（6/14）において放花炮（はなび）と呼ばれた立物花火が行われた、立物花火は、現在は行われていない。幸田町、新城市、小坂井町で立物花火が行われているだけである。また飯盛女が非常に多かったことでも知られ、「吉田通れば二階から招く、しかも鹿の子の振り袖が」などのうたが広く知られている。
東海道の脇街道の本坂通（姫街道）には、八名郡嵩山宿（豊橋市嵩山町）から御油宿で東海道と合流する道以外に、この吉田宿に合流する道の分かれる和田辻で分岐のルートがあった。
お伊勢参り（お蔭参り）のルートでは、伊勢国度会郡大湊・神社・河崎などの諸湊へ向けて吉田船町から海路をとる場合が少なくなかった。寛政9年（1797年）には宮宿（七里の渡し）と佐屋宿（三里の渡し）が衰微につながるとして吉田船町からの参宮船の出航を禁止するよう評定所に出訴したが退けられている。
慶応4年（1868年）の4月から6月にかけて、吉田三ヶ寺に数えられた悟真寺に三河国・遠江国・駿河国の元天領を統治するための三河裁判所が置かれた。明治改元（1868年9月8日）直前のことである。
街道は現在も旧東海道として道が残っている（国道1号の南側を並行している）。また、吉田城は一部遺構を残しているが、そのほかは豊橋公園として整備され、美術博物館と野球場や市役所がある。
明治時代には宿場町に近い渥美郡花田村（現在の豊橋市花田町）に豊橋駅が建設され、吉田宿周辺は都市として発展をすることができた。

## 出身者
- 村井弦斎

## 隣の宿
東海道
二川宿 - 吉田宿 - 御油宿
姫街道
嵩山宿 - 吉田宿

## 参考資料
- 豊橋市史編集委員会編『豊橋市史 第2巻』豊橋市、1975年
- 豊橋市教育委員会『豊橋の史跡と文化財』豊橋市教育委員会、1998年3月